# 卓之葉
卓之葉（朝鮮語: 탁지엽）は、高麗の文官であり、朝鮮氏族の光山卓氏の始祖である。中国漢朝で布徳侯に封じられた人物を先祖にもつ。
高麗宣宗時代に翰林学士と太師を務め、光山君に封じられた。諡号は文成である。